# Престика I (Кротоне)
Престика I је насеље у Италији у округу Кротоне, региону Калабрија.
Према процени из 2011. у насељу је живело 11 становника. Насеље се налази на надморској висини од 146 м.